# Saison 2014-2015 du Stade toulousain
Cette page présente la saison 2014-2015  du Stade toulousain en Top 14 et en European Rugby Champions Cup (ERCC1).

## Transferts d'inter-saison 2014
Corey Flynn, le talonneur Néo-Zélandais champion du monde arrive au Stade Toulousain en provence du Super Rugby. En effet, le Stade avait besoin d'un joueur à ce poste. Et c'est pourquoi Flynn a débuté presque tous les matchs de la saison (30 fois titulaire sur 32 matchs du Stade Toulousain).
Alexis Palisson, en recherche de temps de jeux car il ne jouait presque plus à Toulon. De plus, Hosea Gear ayant quitté le club, il fallait le remplacer. Il joua peu mais réalisa quelques bonnes performances avant de se blesser au mois de janvier, où il termina sa saison avec deux essais au compteur.
Imanol Harinordoquy, après la descente de son club, le Biarritz Olympique en Pro D2 et de multiples blessures, Harianordoquy se lance un dernier défit au Stade Toulousain. Dès le début de saison, il enchaîna les performances de classe internationale prouvant qu'il n'avait rien perdu de son niveau malgré les pépins physiques. Notamment à la suite de sa performance contre Toulon au Stade Ernest Wallon le 12 octobre, il sortit sous les ovations du public toulousain. Mais malgré sa place de titulaire, il ne participa pas aux phases finales pour une blessure.
Toby Flood, pour remplacer, Lionel Beauxis, qui cherchait un nouveau style de rugby à la suite du fait que Stuart Lancaster ne le sélectionne plus avec le XV de la Rose, en profita pour quitter son Angleterre natale et pour découvrir le Top 14. Lui aussi, fut un succès pour le Stade. Il enchaina les bonnes performances, notamment à partir du mois de janvier. En effet, notamment dans l'exercice des tirs au but, il eut sur l'ensemble de la saison de Top 14 un pourcentage de réussite très important, de 82,19 % et ses 212 points marqués.
Kisi Pulu, à la suite de la relégation de Perpignan en Pro D2, vient en tant que joker médical.
Neemia Tialata, en provenance de Bayonne et en remplacement de Yohan Montès, mais qui échoit à devenir titulaire au poste de pilier et ayant les pires difficultés du monde notamment face à Clermont en demi-finale où il fut de nombreuses fois sanctionné en mêlée fermée.

### Effectif professionnel
L'effectif professionnel (provisoire, non finalisé) de la saison 2014-2015 compte onze joueurs formés au club. Trente joueurs internationaux figurent dans l'équipe dont dix-sept français, et chacun des postes de l'équipe de France (à l'exception des postes de  pilier et de demi d'ouverture) pourrait être occupé par un joueur toulousain.
| Nom                  | Poste                  | Date de naissance | Nationalité sportive | Sélections (PM) | Club précédent      | Année d'arrivée au club | Âge d'arrivée au club |
| -------------------- | ---------------------- | ----------------- | -------------------- | --------------- | ------------------- | ----------------------- | --------------------- |
| Corey Flynn          | Talonneur              | 5 janvier 1981    | Nouvelle-Zélande     | 15 (15)         | Crusaders           | 2014                    | 33 ans                |
| Julien Marchand      | Talonneur              | 10 mai 1995       | France               | -               | Formé au club       | 2014                    | 19 ans                |
| Chiliboy Ralepelle   | Talonneur              | 11 septembre 1986 | Afrique du Sud       | 28 (5)          | Bulls               | 2013                    | 27 ans                |
| Christopher Tolofua  | Talonneur              | 31 décembre 1993  | France               | 3 (0)           | Formé au club       | 2007                    | 13 ans                |
| Dorian Aldegheri     | Pilier                 | 4 août 1993       | France               | -               | Formé au club       | 2013                    | 20 ans                |
| Cyril Baille         | Pilier                 | 15 septembre 1993 | France               | France -20      | Formé au club       | 2009                    | 16 ans                |
| Schalk Ferreira      | Pilier                 | 9 février 1984    | Afrique du Sud       | -               | Southern Kings      | 2013                    | 29 ans                |
| Census Johnston      | Pilier                 | 6 mai 1981        | Samoa                | 34 (20)         | Saracens            | 2009                    | 28 ans                |
| Vasil Kakovin        | Pilier                 | 1er décembre 1989 | Géorgie              | 13 (5)          | CA Brive            | 2012                    | 22 ans                |
| Kisi Pulu            | Pilier                 | 31 janvier 1979   | Tonga                | 29 (15)         | USA Perpignan       | 2014                    | 35 ans                |
| Gurthrö Steenkamp    | Pilier                 | 12 juin 1981      | Afrique du Sud       | 40 (30)         | Bulls               | 2011                    | 30 ans                |
| Neemia Tialata       | Pilier                 | 15 juillet 1982   | Nouvelle-Zélande     | 43 (10)         | Aviron bayonnais    | 2014                    | 31 ans                |
| Patricio Albacete    | Deuxième ligne         | 9 décembre 1981   | Argentine            | 46 (5)          | Section paloise     | 2006                    | 25 ans                |
| Grégory Lamboley     | Deuxième ligne         | 12 janvier 1982   | France               | 14 (5)          | Formé au club       | 2000                    | 18 ans                |
| Yoann Maestri        | Deuxième ligne         | 14 janvier 1988   | France               | 26 (0)          | RC Toulon           | 2009                    | 21 ans                |
| Edwin Maka           | Deuxième ligne         | 25 février 1993   | Tonga                | -               | Formé au club       | 2012                    | 19 ans                |
| Romain Millo-Chluski | Deuxième ligne         | 20 avril 1983     | France               | 18 (0)          | Formé au club       | 2002                    | 19 ans                |
| Iosefa Tekori        | Deuxième ligne         | 17 décembre 1983  | Samoa                | 25 (20)         | Castres olympique   | 2013                    | 29 ans                |
| Yacouba Camara       | Troisième ligne aile   | 2 juin 1994       | France               | France -20      | RC Massy Essonne    | 2013                    | 19 ans                |
| Thierry Dusautoir    | Troisième ligne aile   | 18 novembre 1981  | France               | 65 (30)         | Biarritz olympique  | 2006                    | 25 ans                |
| Yannick Nyanga       | Troisième ligne aile   | 19 décembre 1983  | France               | 37 (25)         | AS Béziers          | 2005                    | 22 ans                |
| Gillian Galan        | Troisième ligne centre | 7 août 1991       | France               | France -20      | Formé au club       | 2007                    | 16 ans                |
| Imanol Harinordoquy  | Troisième ligne centre | 20 février 1980   | France               | 82 (65)         | Biarritz olympique  | 2014                    | 34 ans                |
| Louis Picamoles      | Troisième ligne centre | 5 février 1986    | France               | 42 (30)         | Montpellier HR      | 2009                    | 23 ans                |
| Sébastien Bézy       | Demi de mêlée          | 22 novembre 1991  | France               | -               | Formé au club       | 2006                    | 15 ans                |
| Jean-Marc Doussain   | Demi de mêlée          | 12 février 1991   | France               | 10 (33)         | Formé au club       | 2007                    | 17 ans                |
| Jano Vermaak         | Demi de mêlée          | 1er janvier 1985  | Afrique du Sud       | 1 (0)           | Blue Bulls          | 2013                    | 28 ans                |
| Toby Flood           | Demi d'ouverture       | 8 août 1985       | Angleterre           | 60 (301)        | Leicester Tigers    | 2014                    | 28 ans                |
| Luke McAlister       | Demi d'ouverture       | 28 août 1983      | Nouvelle-Zélande     | 30 (153)        | Auckland Blues      | 2011                    | 27 ans                |
| Yann David           | Centre                 | 15 avril 1988     | France               | 4 (0)           | CS Bourgoin-Jallieu | 2009                    | 21 ans                |
| Gaël Fickou          | Centre                 | 26 mars 1994      | France               | 9 (5)           | Formé au club       | 2012                    | 18 ans                |
| Florian Fritz        | Centre                 | 17 janvier 1984   | France               | 34 (24)         | CS Bourgoin-Jallieu | 2004                    | 20 ans                |
| Arthur Bonneval      | Ailier                 | 31 mai 1995       | France               | -               | Formé au club       | 2013                    | 18 ans                |
| Vincent Clerc        | Ailier                 | 7 mai 1981        | France               | 67 (170)        | FC Grenoble         | 2002                    | 21 ans                |
| Yoann Huget          | Ailier                 | 2 juin 1987       | France               | 28 (30)         | Bayonne             | 2012                    | 25 ans                |
| Timoci Matanavou     | Ailier                 | 8 juillet 1984    | Fidji                | 3 (5)           | Stade montois       | 2011                    | 26 ans                |
| Maxime Médard        | Ailier                 | 16 novembre 1986  | France               | 39 (58)         | Formé au club       | 2004                    | 18 ans                |
| Alexis Palisson      | Ailier                 | 9 septembre 1987  | France               | 21 (10)         | RC Toulon           | 2014                    | 26 ans                |
| Clément Poitrenaud   | Arrière                | 20 mai 1982       | France               | 47 (35)         | Formé au club       | 1988                    | 6 ans                 |
| Thomas Ramos         | Arrière                | 23 mai 1995       | France               | -               | Formé au club       | 2012                    | 17 ans                |

## Déroulement de la saison
Après le désengagement de Nike le Stade toulousain change d'équipementier, le 21 juillet, BLK devenant le nouveau partenaire
Dans l'European Rugby Champions Cup le Stade toulousain fait partie de la poule 4 et sera opposé aux Anglais de Bath Rugby aux Écossais des Glasgow Warriors et aux Français du Montpellier HR.

### Calendrier
| Date du match     | Domicile              | Extérieur             | Score (bonus) | Lieu du match                  | Catégorie             | Classement |
| 1er août 2014     | RC Toulon             | Stade toulousain      | 38 - 12       | Stade Mayol                    | Amical                | -          |
| 8 août 2014       | Stade toulousain      | Union Bordeaux-Bègles | 31 - 22       | Parc des sports d'Aguiléra     | Amical                | -          |
| 16 août 2014      | Stade toulousain      | US Oyonnax            | 20 - 19 (BD)  | Stade Ernest-Wallon            | 1re journée de Top 14 | 7e         |
| 22 août 2014      | Stade toulousain      | Castres olympique     | (BO) 35 - 6   | Stade Ernest-Wallon            | 2e journée de Top 14  | 2e         |
| 30 août 2014      | Stade rochelais       | Stade toulousain      | 37 - 25       | Stade Marcel-Deflandre         | 3e journée de Top 14  | 2e         |
| 6 septembre 2014  | CA Brive              | Stade toulousain      | 26 - 19       | Stade Amédée-Domenech          | 4e journée de Top 14  | 6e         |
| 13 septembre 2014 | Stade toulousain      | ASM Clermont          | (BD) 9 - 13   | Stade Ernest-Wallon            | 5e journée de Top 14  | 9e         |
| 20 septembre 2014 | Racing Métro 92       | Stade toulousain      | 27 - 16       | Stade olympique Yves-du-Manoir | 6e journée de Top 14  | 9e         |
| 26 septembre 2014 | Aviron bayonnais      | Stade toulousain      | (BO) 35 - 19  | Stade Jean-Dauger              | 7e journée de Top 14  | 13e        |
| 4 octobre 2014    | Stade toulousain      | Stade français        | 22 - 10       | Stade Ernest-Wallon            | 8e journée de Top 14  | 11e        |
| 12 octobre 2014   | Stade toulousain      | RC Toulon             | 21 - 10       | Stade Ernest-Wallon            | 9e journée de Top 14  | 8e         |
| 19 octobre 2014   | Stade toulousain      | Montpellier HR        | 30 - 23       | Stade Ernest-Wallon            | 1re journée d'ERCC    | 2e         |
| 25 octobre 2014   | Bath Rugby            | Stade toulousain      | 19 - 21       | Recreation Ground              | 2e journée d'ERCC     | 2e         |
| 1er novembre 2014 | Lyon OU               | Stade toulousain      | 17 - 41 (BO)  | Matmut Stadium                 | 10e journée de Top 14 | 8e         |
| 8 novembre 2014   | Union Bordeaux-Bègles | Stade toulousain      | (BD) 20 - 21  | Stade Chaban-Delmas            | 11e journée de Top 14 | 7e         |
| 29 novembre 2014  | Stade toulousain      | FC Grenoble           | (BD) 22 - 25  | Stade Ernest-Wallon            | 12e journée de Top 14 | 7e         |
| 7 décembre 2014   | Stade toulousain      | Glasgow Warriors      | 19 - 11       | Stade Ernest-Wallon            | 3e journée d'ERCC     | 1er        |
| 13 décembre 2014  | Glasgow Warriors      | Stade toulousain      | (BD) 9 - 12   | Scotstoun Stadium              | 4e journée d'ERCC     | 1er        |
| 20 décembre 2014  | Montpellier HR        | Stade toulousain      | 23 - 20 (BD)  | Altrad Stadium                 | 13e journée de Top 14 | 8e         |
| 28 décembre 2014  | Stade toulousain      | Racing Métro 92       | 15 - 9        | Stade Ernest-Wallon            | 14e journée de Top 14 | 7e         |
| 4 janvier 2015    | ASM Clermont          | Stade toulousain      | 24 -6         | Stade Marcel-Michelin          | 15e journée de Top 14 | 8e         |
| 10 janvier 2015   | Stade toulousain      | Stade rochelais       | 29 - 26 (BD)  | Stade Ernest-Wallon            | 16e journée de Top 14 | 7e         |
| 18 janvier 2015   | Stade toulousain      | Bath Rugby            | 18 - 35 (BO)  | Stade Ernest-Wallon            | 5e journée d'ERCC     | 1er        |
| 25 janvier 2015   | Montpellier HR        | Stade toulousain      | 27 - 26 (BD)  | Altrad Stadium                 | 6e journée d'ERCC     | 2e         |
| 31 janvier 2015   | Castres olympique     | Stade toulousain      | (BD) 9 - 13   | Stade Pierre-Antoine           | 17e journée de Top 14 | 5e         |
| 21 février 2015   | Stade toulousain      | Lyon OU               | 23 - 20 (BD)  | Stade Ernest-Wallon            | 18e journée de Top 14 | 5e         |
| 6 mars 2015       | US Oyonnax            | Stade toulousain      | 9 - 3         | Stade Charles-Mathon           | 19e journée de Top 14 | 6e         |
| 14 mars 2015      | Stade toulousain      | Montpellier HR        | 18 - 13       | Stade Ernest-Wallon            | 20e journée de Top 14 | 5e         |
| 28 mars 2015      | RC Toulon             | Stade toulousain      | 24 - 34       | Stade Vélodrome                | 21e journée de Top 14 | 5e         |
| 11 avril 2015     | Stade toulousain      | Aviron bayonnais      | 20 - 17 (BD)  | Stade Ernest-Wallon            | 22e journée de Top 14 | 5e         |
| 24 avril 2015     | Stade français        | Stade toulousain      | 12 - 21       | Stade Jean-Bouin               | 23e journée de Top 14 | 3e         |
| 9 mai 2015        | Stade toulousain      | CA Brive              | (BO) 67 - 19  | Stade Ernest-Wallon            | 24e journée de Top 14 | 3e         |
| 16 mai 2015       | FC Grenoble           | Stade toulousain      | 32 - 11       | Stade des Alpes                | 25e journée de Top 14 | 4e         |
| 23 mai 2015       | Stade toulousain      | Union Bordeaux-Bègles | 23 - 22 (BD)  | Stade Ernest-Wallon            | 26e journée de Top 14 | 3e         |
| 30 mai 2015       | Stade toulousain      | US Oyonnax            | 20 - 19       | Stade Ernest-Wallon            | Barrage de Top 14     | Qualifié   |
| 6 juin 2015       | ASM Clermont          | Stade toulousain      | 18 - 14       | Stade de Bordeaux              | Demi-finale de Top 14 | Éliminé    |

## Statistiques

### Statistiques collectives
| Rang | Club                  | J | V | N | D | Em | Ee | Bo | Bd | Pm | Pe | Diff | Pts |
| ---- | --------------------- | - | - | - | - | -- | -- | -- | -- | -- | -- | ---- | --- |
| 1    | CA Brive              | 1 | 1 | 0 | 0 | 4  | 0  | 1  | 0  | 37 | 15 | +22  | 5   |
| 2    | RC Toulon (T)         | 1 | 1 | 0 | 0 | 2  | 0  | 0  | 0  | 29 | 15 | +14  | 4   |
| 3    | Union Bordeaux Bègles | 1 | 1 | 0 | 0 | 0  | 0  | 0  | 0  | 18 | 9  | +9   | 4   |
| 4    | ASM Clermont          | 1 | 1 | 0 | 0 | 3  | 2  | 0  | 0  | 30 | 26 | +4   | 4   |
| 5    | Stade français Paris  | 1 | 1 | 0 | 0 | 3  | 1  | 0  | 0  | 25 | 22 | +3   | 4   |
| 6    | Racing 92             | 1 | 1 | 0 | 0 | 1  | 1  | 0  | 0  | 19 | 16 | +3   | 4   |
| 7    | Stade toulousain      | 1 | 1 | 0 | 0 | 1  | 1  | 0  | 0  | 20 | 19 | +1   | 4   |
| 8    | Oyonnax Rugby         | 1 | 0 | 0 | 1 | 1  | 1  | 0  | 1  | 19 | 20 | -1   | 1   |
| 9    | Castres olympique     | 1 | 0 | 0 | 1 | 1  | 3  | 0  | 1  | 22 | 25 | -3   | 1   |
| 10   | Montpellier HR        | 1 | 0 | 0 | 1 | 1  | 1  | 0  | 1  | 16 | 19 | -3   | 1   |
| 11   | FC Grenoble           | 1 | 0 | 0 | 1 | 2  | 3  | 0  | 1  | 26 | 30 | -4   | 1   |
| 12   | Lyon OU (P)           | 1 | 0 | 0 | 1 | 0  | 0  | 0  | 0  | 9  | 18 | -9   | 0   |
| 13   | Aviron bayonnais      | 1 | 0 | 0 | 1 | 0  | 2  | 0  | 0  | 15 | 29 | -14  | 0   |
| 14   | Stade rochelais (P)   | 1 | 0 | 0 | 1 | 0  | 4  | 0  | 0  | 15 | 37 | -22  | 0   |

T = Tenant du titre
P = Promu
| Rang | Équipe           | J | V | N | D | Em | Ee | Bo | Bd | Pm | Pe | Diff | Pts |
| ---- | ---------------- | - | - | - | - | -- | -- | -- | -- | -- | -- | ---- | --- |
| 1    | Glasgow Warriors | 0 | 0 | 0 | 0 | 0  | 0  | 0  | 0  | 0  | 0  | 0    | 0   |
| 2    | Montpellier HR   | 0 | 0 | 0 | 0 | 0  | 0  | 0  | 0  | 0  | 0  | 0    | 0   |
| 3    | Bath Rugby       | 0 | 0 | 0 | 0 | 0  | 0  | 0  | 0  | 0  | 0  | 0    | 0   |
| 4    | Stade toulousain | 0 | 0 | 0 | 0 | 0  | 0  | 0  | 0  | 0  | 0  | 0    | 0   |

### Statistiques individuelles
Nota : les différents sigles signifient : TJ = temps de jeu, Tit. = titulaire, Rem. = remplaçant, E = essai, T = transformation, P = pénalité, D = drop, CJ = carton jaune, CR = carton rouge
| Joueur / Épreuve       | Poste            | Top 14 | Top 14 | Top 14 | Top 14 | Top 14 | Top 14 | Top 14 | Top 14 | Top 14 | - | Coupe d'Europe | Coupe d'Europe | Coupe d'Europe | Coupe d'Europe | Coupe d'Europe | Coupe d'Europe | Coupe d'Europe | Coupe d'Europe | Coupe d'Europe | - | TOTAL | TOTAL | TOTAL | TOTAL | TOTAL | TOTAL | TOTAL | TOTAL | TOTAL |
| Joueur / Épreuve       | Poste            | TJ     | Tit.   | Rem.   | E      | T      | P      | D      | CJ     | CR     | - | TJ             | Tit.           | Rem.           | E              | T              | P              | D              | CJ             | CR             | - | TJ    | Tit.  | Rem.  | E     | T     | P     | D     | CJ    | CR    |
| Patricio Albacete      | 2e ligne         | 80     | 1      | 0      | 0      | 0      | 0      | 0      | 0      | 0      | - | 0              | 0              | 0              | 0              | 0              | 0              | 0              | 0              | 0              | - | 0     | 0     | 0     | 0     | 0     | 0     | 0     | 0     | 0     |
| Cyril Baille           | Pilier           | 48     | 1      | 0      | 0      | 0      | 0      | 0      | 0      | 0      | - | 0              | 0              | 0              | 0              | 0              | 0              | 0              | 0              | 0              | - | 0     | 0     | 0     | 0     | 0     | 0     | 0     | 0     | 0     |
| Sébastien Bézy         | Demi de mêlée    | 0      | 0      | 0      | 0      | 0      | 0      | 0      | 0      | 0      | - | 0              | 0              | 0              | 0              | 0              | 0              | 0              | 0              | 0              | - | 0     | 0     | 0     | 0     | 0     | 0     | 0     | 0     | 0     |
| Arthur Bonneval        | Ailier           | 0      | 0      | 0      | 0      | 0      | 0      | 0      | 0      | 0      | - | 0              | 0              | 0              | 0              | 0              | 0              | 0              | 0              | 0              | - | 0     | 0     | 0     | 0     | 0     | 0     | 0     | 0     | 0     |
| Yacouba Camara         | 3e ligne aile    | 13     | 1      | 0      | 0      | 0      | 0      | 0      | 0      | 0      | - | 0              | 0              | 0              | 0              | 0              | 0              | 0              | 0              | 0              | - | 0     | 0     | 0     | 0     | 0     | 0     | 0     | 0     | 0     |
| Vincent Clerc          | Ailier           | 80     | 1      | 0      | 0      | 0      | 0      | 0      | 0      | 0      | - | 0              | 0              | 0              | 0              | 0              | 0              | 0              | 0              | 0              | - | 0     | 0     | 0     | 0     | 0     | 0     | 0     | 0     | 0     |
| Yann David             | Centre           | 40     | 1      | 0      | 0      | 0      | 0      | 0      | 0      | 0      | - | 0              | 0              | 0              | 0              | 0              | 0              | 0              | 0              | 0              | - | 0     | 0     | 0     | 0     | 0     | 0     | 0     | 0     | 0     |
| Jean-Marc Doussain     | Demi de mêlée    | 10     | 0      | 1      | 0      | 0      | 0      | 0      | 0      | 0      | - | 0              | 0              | 0              | 0              | 0              | 0              | 0              | 0              | 0              | - | 0     | 0     | 0     | 0     | 0     | 0     | 0     | 0     | 0     |
| Thierry Dusautoir      | 3e ligne aile    | 0      | 0      | 0      | 0      | 0      | 0      | 0      | 0      | 0      | - | 0              | 0              | 0              | 0              | 0              | 0              | 0              | 0              | 0              | - | 0     | 0     | 0     | 0     | 0     | 0     | 0     | 0     | 0     |
| Schalk Ferreira        | Pilier           | 0      | 0      | 0      | 0      | 0      | 0      | 0      | 0      | 0      | - | 0              | 0              | 0              | 0              | 0              | 0              | 0              | 0              | 0              | - | 0     | 0     | 0     | 0     | 0     | 0     | 0     | 0     | 0     |
| Gaël Fickou            | Centre           | 40     | 0      | 1      | 0      | 0      | 0      | 0      | 0      | 0      | - | 0              | 0              | 0              | 0              | 0              | 0              | 0              | 0              | 0              | - | 0     | 0     | 0     | 0     | 0     | 0     | 0     | 0     | 0     |
| Toby Flood             | Demi d'ouverture | 80     | 1      | 0      | 1      | 0      | 5      | 0      | 0      | 0      | - | 0              | 0              | 0              | 0              | 0              | 0              | 0              | 0              | 0              | - | 0     | 0     | 0     | 0     | 0     | 0     | 0     | 0     | 0     |
| Corey Flynn            | Talonneur        | 0      | 0      | 0      | 0      | 0      | 0      | 0      | 0      | 0      | - | 0              | 0              | 0              | 0              | 0              | 0              | 0              | 0              | 0              | - | 0     | 0     | 0     | 0     | 0     | 0     | 0     | 0     | 0     |
| Florian Fritz          | Centre           | 0      | 0      | 0      | 0      | 0      | 0      | 0      | 0      | 0      | - | 0              | 0              | 0              | 0              | 0              | 0              | 0              | 0              | 0              | - | 0     | 0     | 0     | 0     | 0     | 0     | 0     | 0     | 0     |
| Gillian Galan          | 3e ligne centre  | 0      | 0      | 0      | 0      | 0      | 0      | 0      | 0      | 0      | - | 0              | 0              | 0              | 0              | 0              | 0              | 0              | 0              | 0              | - | 0     | 0     | 0     | 0     | 0     | 0     | 0     | 0     | 0     |
| Imanol Harinordoquy    | 3e ligne centre  | 80     | 1      | 0      | 0      | 0      | 0      | 0      | 0      | 0      | - | 0              | 0              | 0              | 0              | 0              | 0              | 0              | 0              | 0              | - | 0     | 0     | 0     | 0     | 0     | 0     | 0     | 0     | 0     |
| Yoann Huget            | Ailier           | 35     | 0      | 1      | 0      | 0      | 0      | 0      | 0      | 0      | - | 0              | 0              | 0              | 0              | 0              | 0              | 0              | 0              | 0              | - | 0     | 0     | 0     | 0     | 0     | 0     | 0     | 0     | 0     |
| Census Johnston        | Pilier           | 40     | 0      | 1      | 0      | 0      | 0      | 0      | 0      | 0      | - | 0              | 0              | 0              | 0              | 0              | 0              | 0              | 0              | 0              | - | 0     | 0     | 0     | 0     | 0     | 0     | 0     | 0     | 0     |
| Vasil Kakovin          | Pilier           | 80     | 1      | 0      | 0      | 0      | 0      | 0      | 0      | 0      | - | 0              | 0              | 0              | 0              | 0              | 0              | 0              | 0              | 0              | - | 0     | 0     | 0     | 0     | 0     | 0     | 0     | 0     | 0     |
| Grégory Lamboley       | 2e ligne         | 21     | 0      | 1      | 0      | 0      | 0      | 0      | 0      | 0      | - | 0              | 0              | 0              | 0              | 0              | 0              | 0              | 0              | 0              | - | 0     | 0     | 0     | 0     | 0     | 0     | 0     | 0     | 0     |
| Yoann Maestri          | 2e ligne         | 0      | 0      | 0      | 0      | 0      | 0      | 0      | 0      | 0      | - | 0              | 0              | 0              | 0              | 0              | 0              | 0              | 0              | 0              | - | 0     | 0     | 0     | 0     | 0     | 0     | 0     | 0     | 0     |
| Edwin Maka             | 2e ligne         | 0      | 0      | 0      | 0      | 0      | 0      | 0      | 0      | 0      | - | 0              | 0              | 0              | 0              | 0              | 0              | 0              | 0              | 0              | - | 0     | 0     | 0     | 0     | 0     | 0     | 0     | 0     | 0     |
| Timoci Matanavou       | Ailier           | 80     | 1      | 0      | 0      | 0      | 0      | 0      | 0      | 0      | - | 0              | 0              | 0              | 0              | 0              | 0              | 0              | 0              | 0              | - | 0     | 0     | 0     | 0     | 0     | 0     | 0     | 0     | 0     |
| Luke McAlister         | Demi d'ouverture | 0      | 0      | 0      | 0      | 0      | 0      | 0      | 0      | 0      | - | 0              | 0              | 0              | 0              | 0              | 0              | 0              | 0              | 0              | - | 0     | 0     | 0     | 0     | 0     | 0     | 0     | 0     | 0     |
| Maxime Médard          | Ailier           | 0      | 0      | 0      | 0      | 0      | 0      | 0      | 0      | 0      | - | 0              | 0              | 0              | 0              | 0              | 0              | 0              | 0              | 0              | - | 0     | 0     | 0     | 0     | 0     | 0     | 0     | 0     | 0     |
| Romain Millo-Chluski   | 2e ligne         | 80     | 1      | 0      | 0      | 0      | 0      | 0      | 0      | 0      | - | 0              | 0              | 0              | 0              | 0              | 0              | 0              | 0              | 0              | - | 0     | 0     | 0     | 0     | 0     | 0     | 0     | 0     | 0     |
| Yannick Nyanga         | 3e ligne aile    | 67     | 0      | 1      | 0      | 0      | 0      | 0      | 1      | 0      | - | 0              | 0              | 0              | 0              | 0              | 0              | 0              | 0              | 0              | - | 0     | 0     | 0     | 0     | 0     | 0     | 0     | 0     | 0     |
| Alexis Palisson        | Ailier           | 45     | 1      | 0      | 0      | 0      | 0      | 0      | 0      | 0      | - | 0              | 0              | 0              | 0              | 0              | 0              | 0              | 0              | 0              | - | 0     | 0     | 0     | 0     | 0     | 0     | 0     | 0     | 0     |
| Louis Picamoles        | 3e ligne centre  | 0      | 0      | 0      | 0      | 0      | 0      | 0      | 0      | 0      | - | 0              | 0              | 0              | 0              | 0              | 0              | 0              | 0              | 0              | - | 0     | 0     | 0     | 0     | 0     | 0     | 0     | 0     | 0     |
| Clément Poitrenaud     | Arrière          | 80     | 1      | 0      | 0      | 0      | 0      | 0      | 0      | 0      | - | 0              | 0              | 0              | 0              | 0              | 0              | 0              | 0              | 0              | - | 0     | 0     | 0     | 0     | 0     | 0     | 0     | 0     | 0     |
| Kisi Pulu              | Pilier           | 0      | 0      | 0      | 0      | 0      | 0      | 0      | 0      | 0      | - | 0              | 0              | 0              | 0              | 0              | 0              | 0              | 0              | 0              | - | 0     | 0     | 0     | 0     | 0     | 0     | 0     | 0     | 0     |
| Chiliboy Ralepelle     | Talonneur        | 0      | 0      | 0      | 0      | 0      | 0      | 0      | 0      | 0      | - | 0              | 0              | 0              | 0              | 0              | 0              | 0              | 0              | 0              | - | 0     | 0     | 0     | 0     | 0     | 0     | 0     | 0     | 0     |
| Thomas Ramos           | Arrière          | 0      | 0      | 0      | 0      | 0      | 0      | 0      | 0      | 0      | - | 0              | 0              | 0              | 0              | 0              | 0              | 0              | 0              | 0              | - | 0     | 0     | 0     | 0     | 0     | 0     | 0     | 0     | 0     |
| Gurthrö Steenkamp      | Pilier           | 0      | 0      | 0      | 0      | 0      | 0      | 0      | 0      | 0      | - | 0              | 0              | 0              | 0              | 0              | 0              | 0              | 0              | 0              | - | 0     | 0     | 0     | 0     | 0     | 0     | 0     | 0     | 0     |
| Iosefa Tekori          | 2e ligne         | 59     | 1      | 0      | 0      | 0      | 0      | 0      | 0      | 0      | - | 0              | 0              | 0              | 0              | 0              | 0              | 0              | 0              | 0              | - | 0     | 0     | 0     | 0     | 0     | 0     | 0     | 0     | 0     |
| Neemia Tialata         | Pilier           | 40     | 1      | 0      | 0      | 0      | 0      | 0      | 0      | 0      | - | 0              | 0              | 0              | 0              | 0              | 0              | 0              | 0              | 0              | - | 0     | 0     | 0     | 0     | 0     | 0     | 0     | 0     | 0     |
| Christopher Tolofua    | Talonneur        | 32     | 0      | 1      | 0      | 0      | 0      | 0      | 0      | 0      | - | 0              | 0              | 0              | 0              | 0              | 0              | 0              | 0              | 0              | - | 0     | 0     | 0     | 0     | 0     | 0     | 0     | 0     | 0     |
| Martens van der Heever | Talonneur        | 0      | 0      | 0      | 0      | 0      | 0      | 0      | 0      | 0      | - | 0              | 0              | 0              | 0              | 0              | 0              | 0              | 0              | 0              | - | 0     | 0     | 0     | 0     | 0     | 0     | 0     | 0     | 0     |
| Jano Vermaak           | Demi de mêlée    | 70     | 1      | 0      | 0      | 0      | 0      | 0      | 0      | 0      | - | 0              | 0              | 0              | 0              | 0              | 0              | 0              | 0              | 0              | - | 0     | 0     | 0     | 0     | 0     | 0     | 0     | 0     | 0     |

## Statistiques Top 14

### Meilleur réalisateur

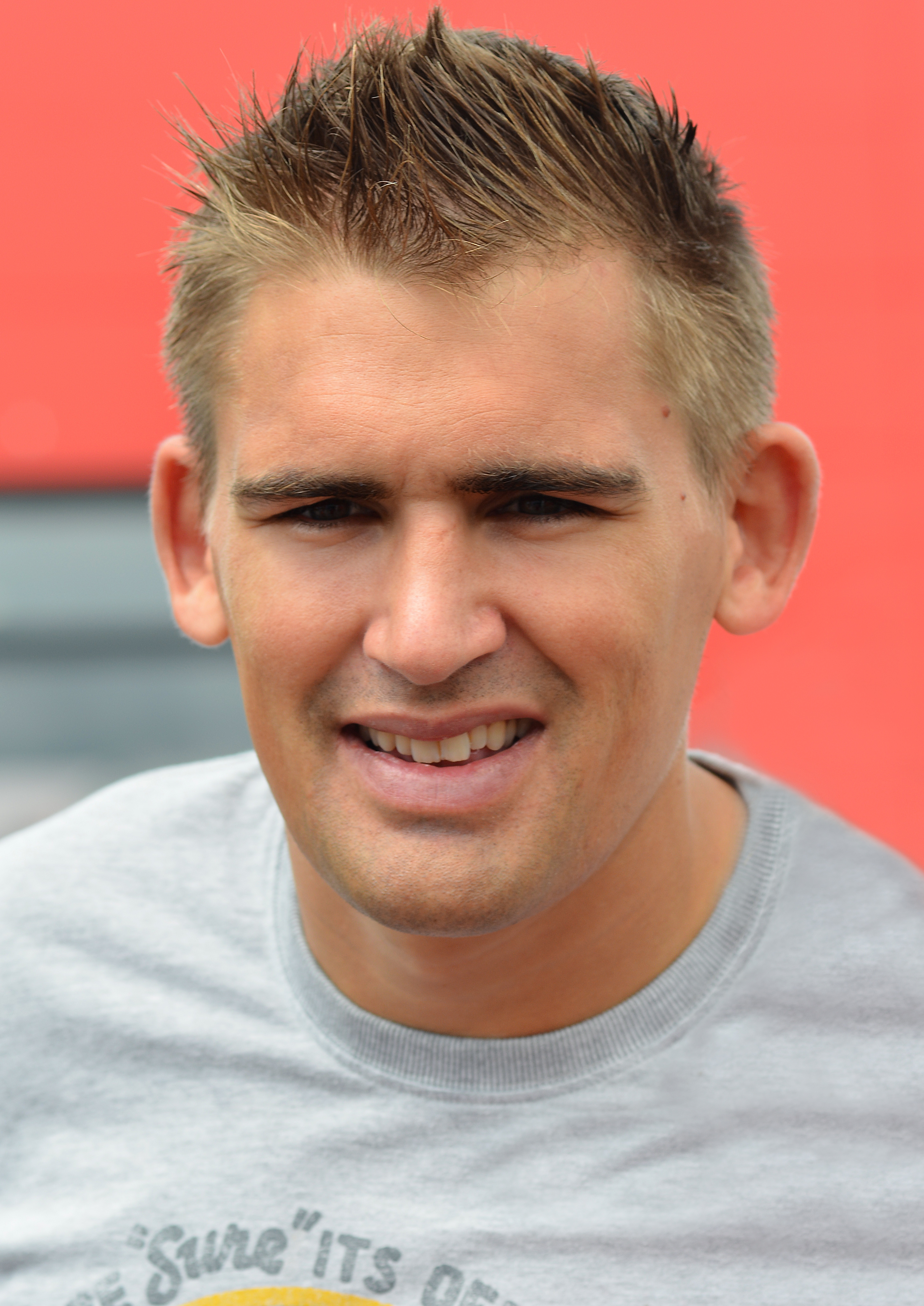
Toby Flood
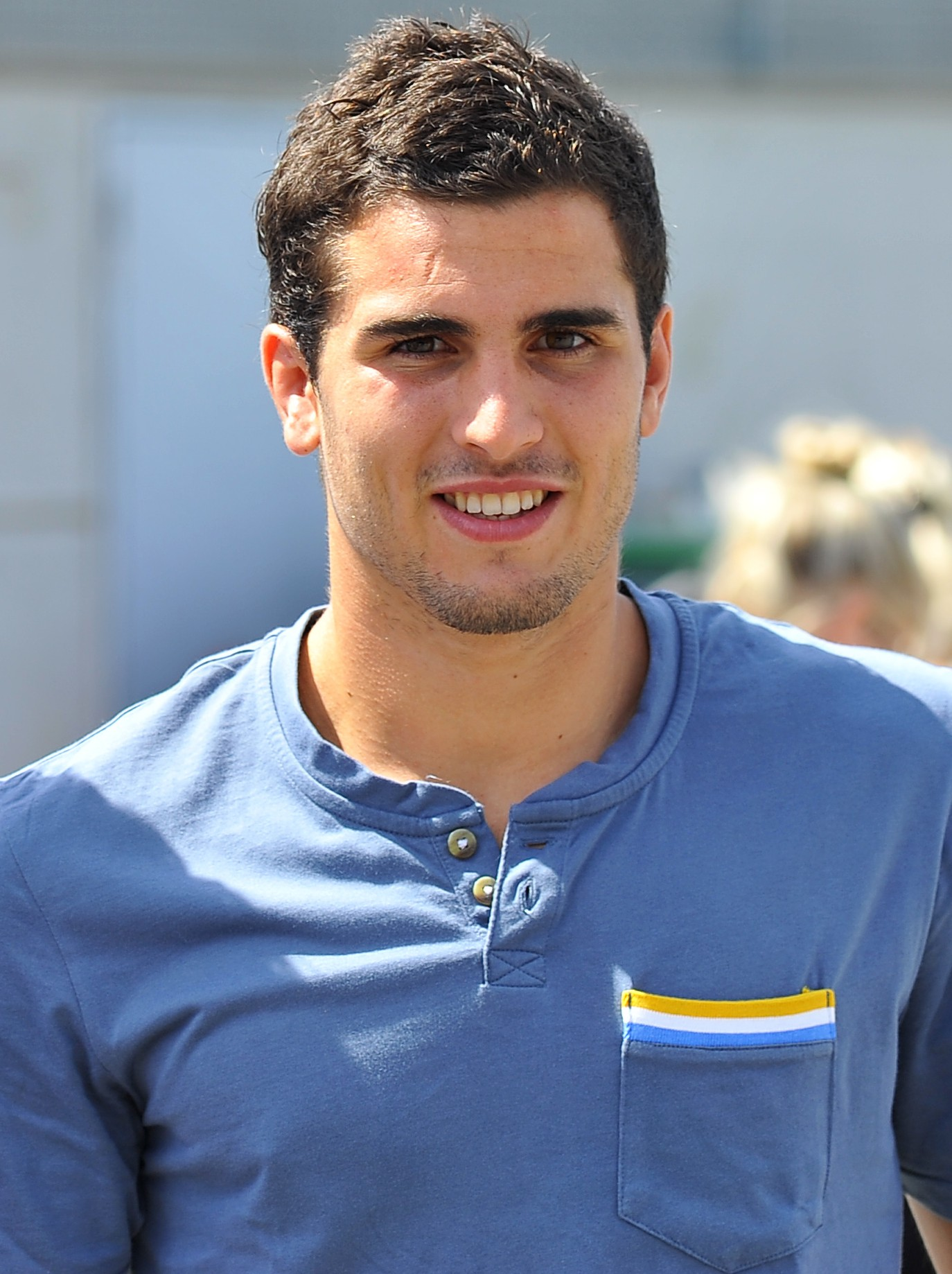
Sébastien Bézy
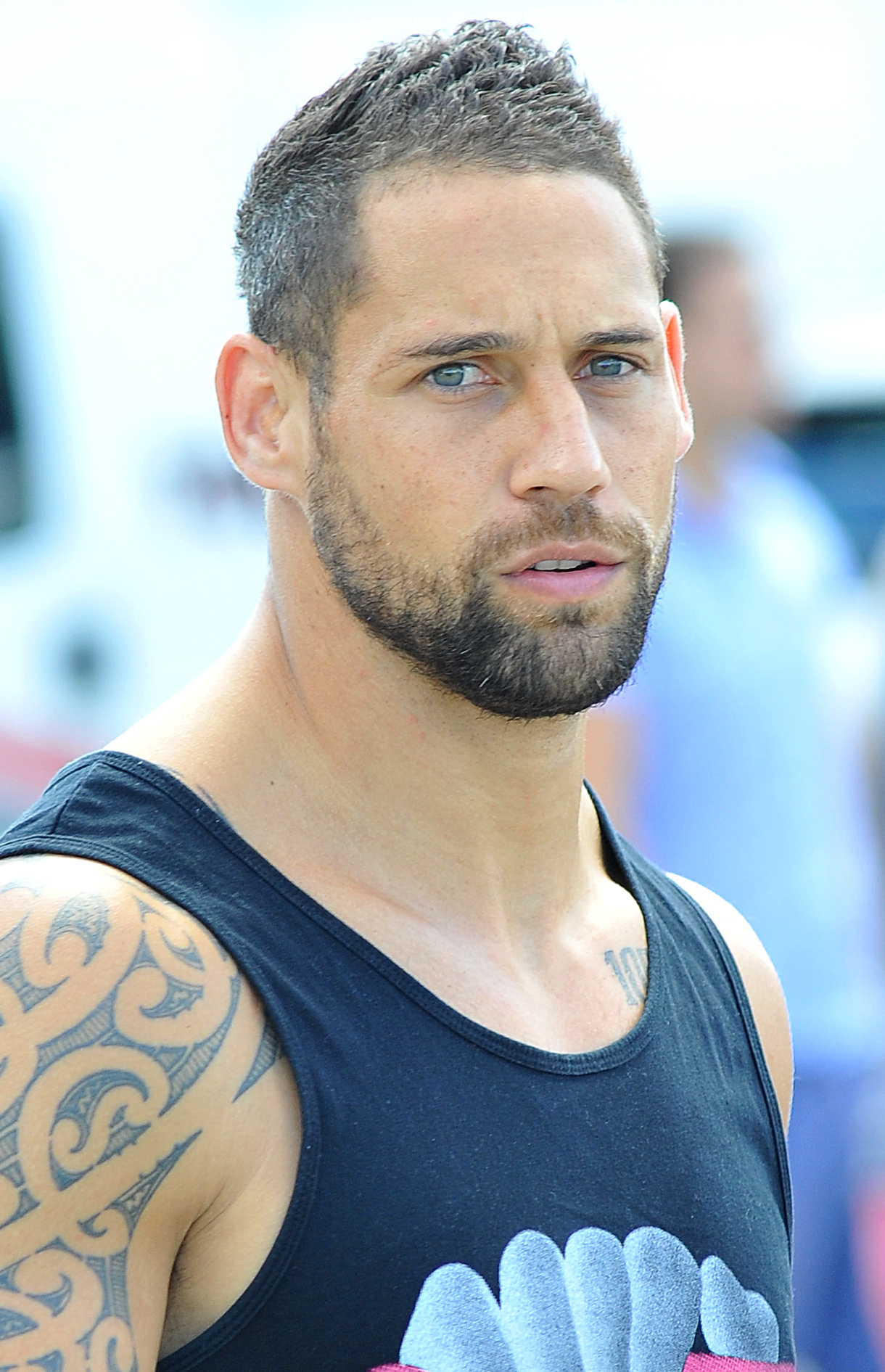
Luke McAlister

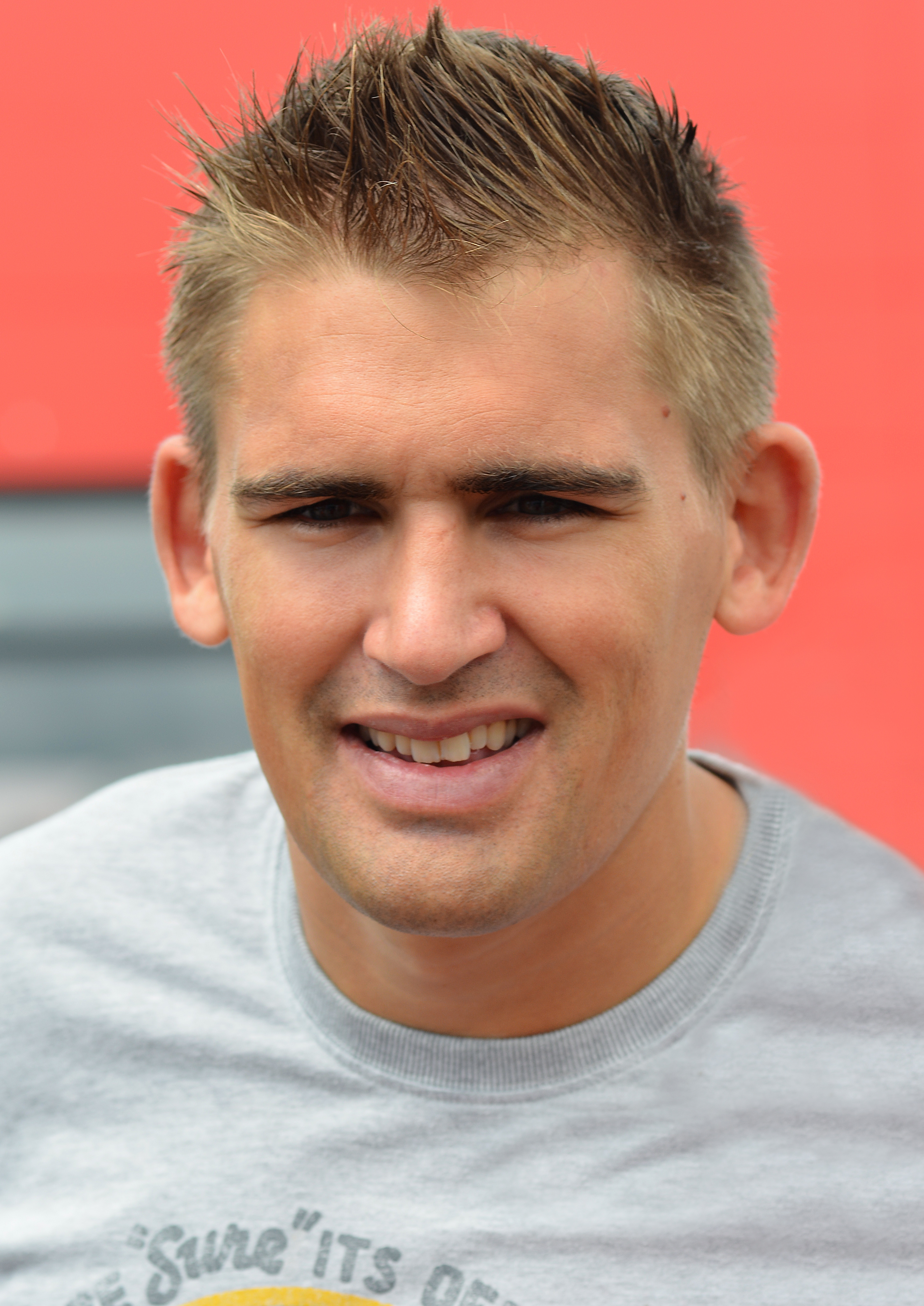
Toby Flood
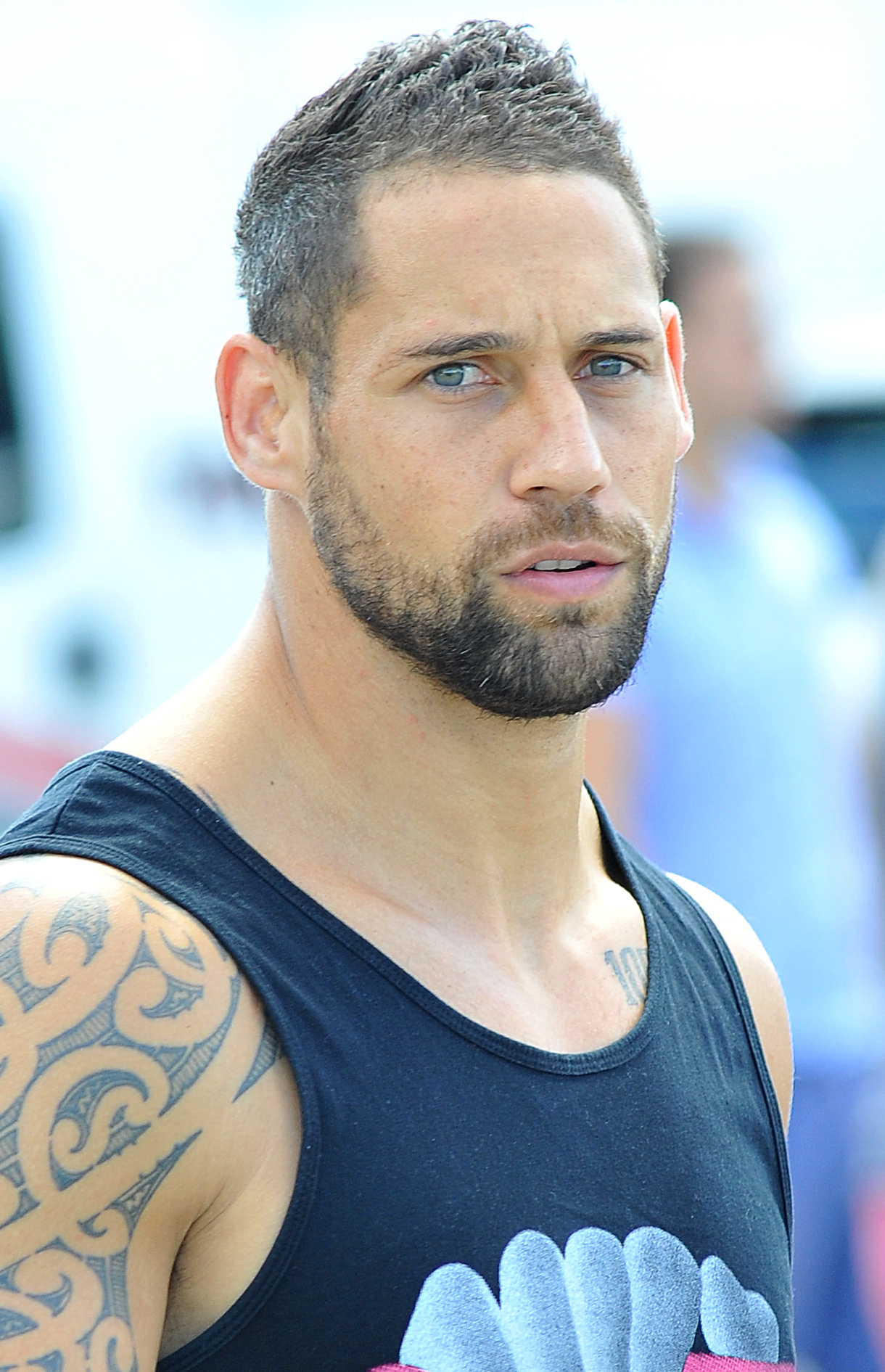
Luke McAlister
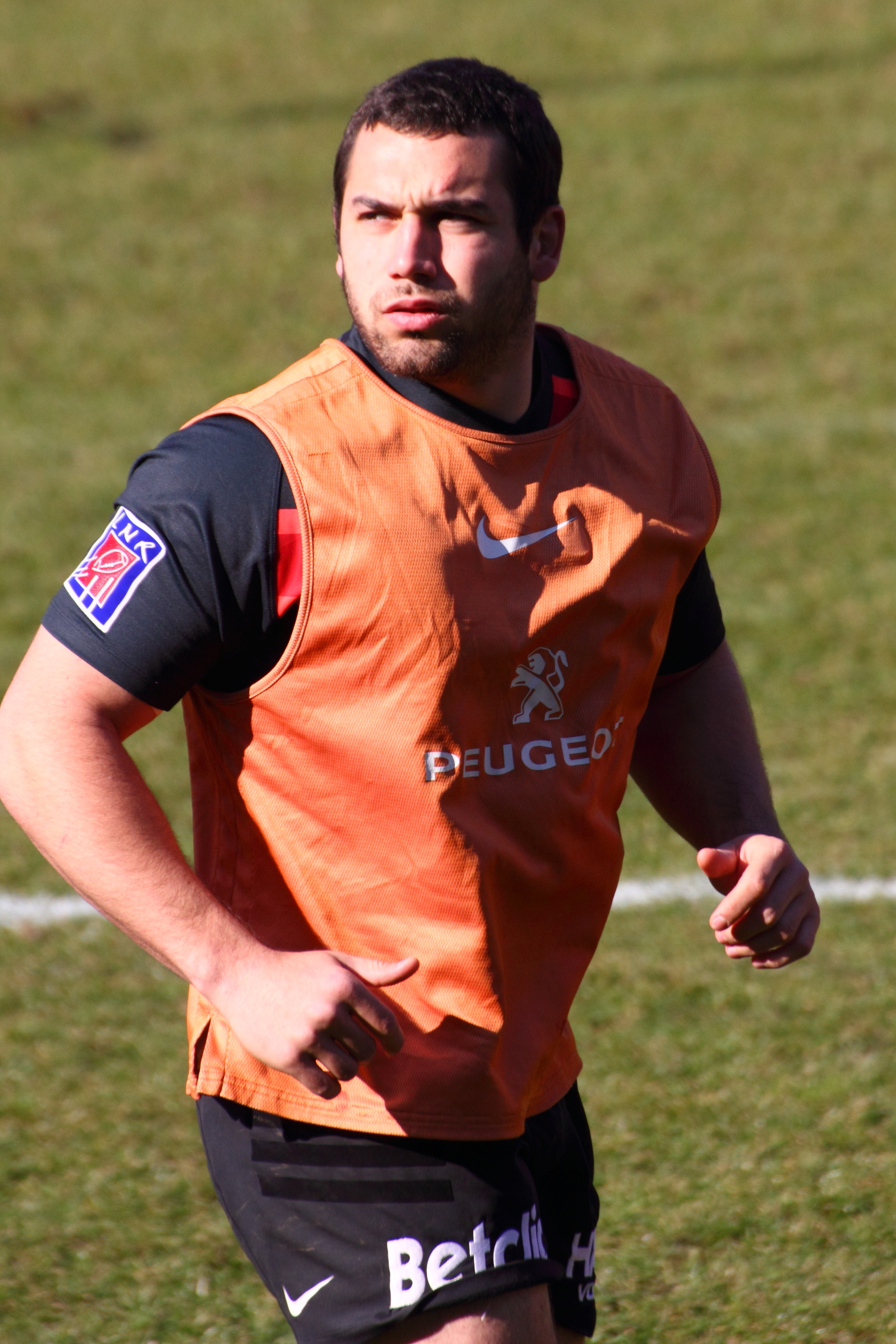
Jean-Marc Doussain

| Rang | Joueur             | Poste            | Points | Essais | Transf. | Pén. | Drops |
| ---- | ------------------ | ---------------- | ------ | ------ | ------- | ---- | ----- |
| 1    | Toby Flood         | Demi d'ouverture | 180    | 4      | 23      | 38   | 0     |
| 2    | Luke McAlister     | Demi d'ouverture | 144    | 1      | 17      | 34   | 1     |
| 3    | Jean-Marc Doussain | Demi de mêlée    | 32     | 2      | 2       | 6    | 0     |
| 4    | Sébastien Bézy     | Demi de mêlée    | 21     | 2      | 1       | 3    | 0     |

### Meilleur marqueur
- Maxime Médard
- Vincent Clerc
- Yoann Huget

| Rang | Joueur             | Poste                  | Essais |
| ---- | ------------------ | ---------------------- | ------ |
| 1    | Maxime Médard      | Ailier                 | 8      |
| 2    | Vincent Clerc      | Ailier                 | 6      |
| -    | Yoann Huget        | Ailier                 | 6      |
| 4    | Toby Flood         | Demi d'ouverture       | 4      |
| 5    | Gaël Fickou        | Centre                 | 3      |
| -    | Louis Picamoles    | Troisième ligne centre | 3      |
| 7    | Alexis Palisson    | Ailier                 | 2      |
| -    | Yann David         | Centre                 | 2      |
| -    | Jean-Marc Doussain | Demi de mêlée          | 2      |
| -    | Iosefa Tekori      | Deuxième ligne         | 2      |
| -    | Yannick Nyanga     | Troisième ligne aile   | 2      |
| -    | Corey Flynn        | Talonneur              | 2      |
| -    | Florian Fritz      | Centre                 | 2      |
| -    | Sébastien Bézy     | Demi de mêlée          | 2      |
| 15   | Luke McAlister     | Demi d'ouverture       | 1      |
| -    | Edwin Maka         | Deuxième ligne         | 1      |
| -    | Timoci Matanavou   | Ailier                 | 1      |
| -    | Clément Poitrenaud | Arrière                | 1      |
| -    | Thierry Dusautoir  | Troisième ligne aile   | 1      |
| -    | Jano Vermaak       | Demi de mêlée          | 1      |
| -    | Patricio Albacete  | Deuxième ligne         | 1      |
| -    | Schalk Ferreira    | Pilier                 | 1      |
| -    | Cyril Baille       | Pilier                 | 1      |

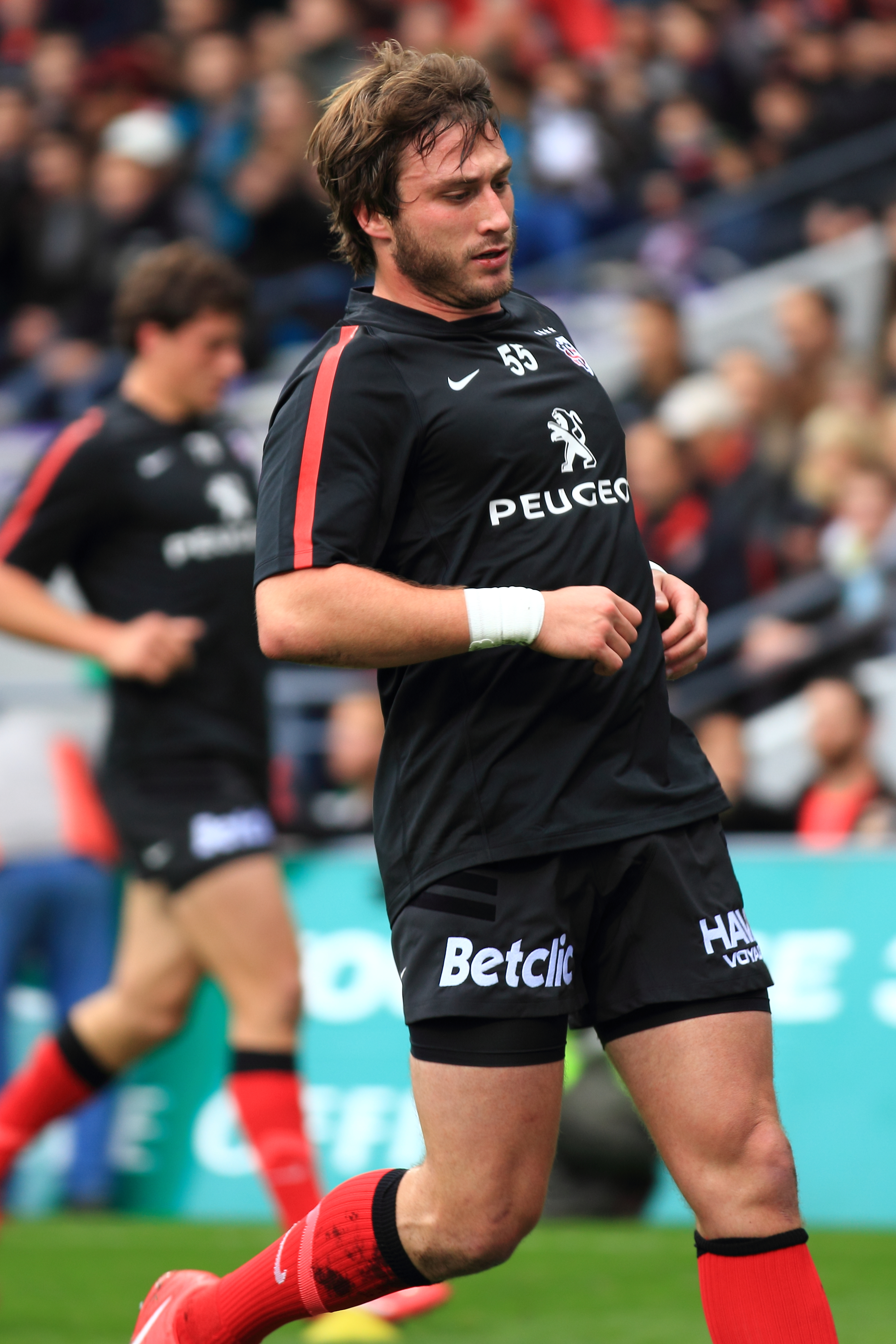
Maxime Médard
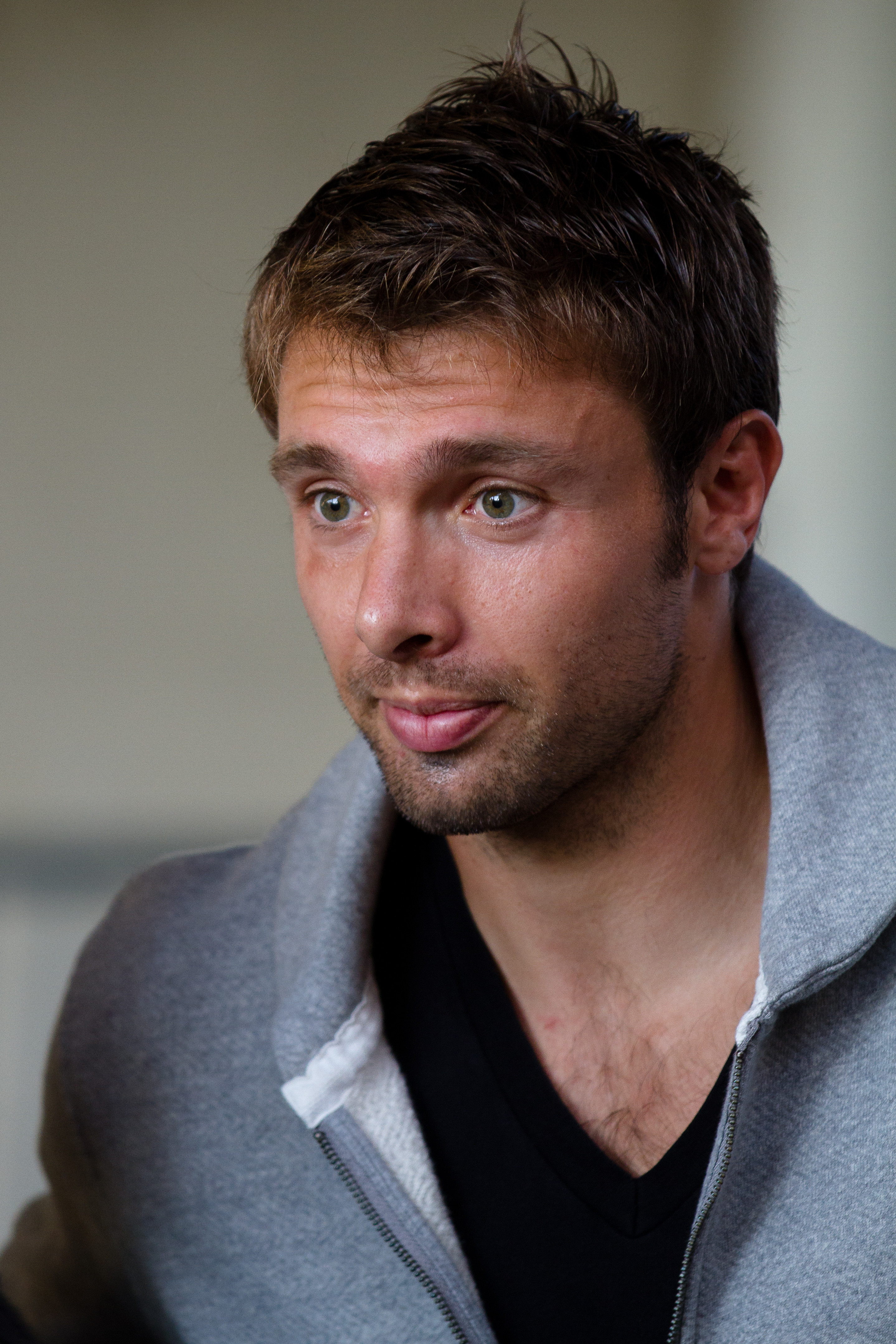
Vincent Clerc
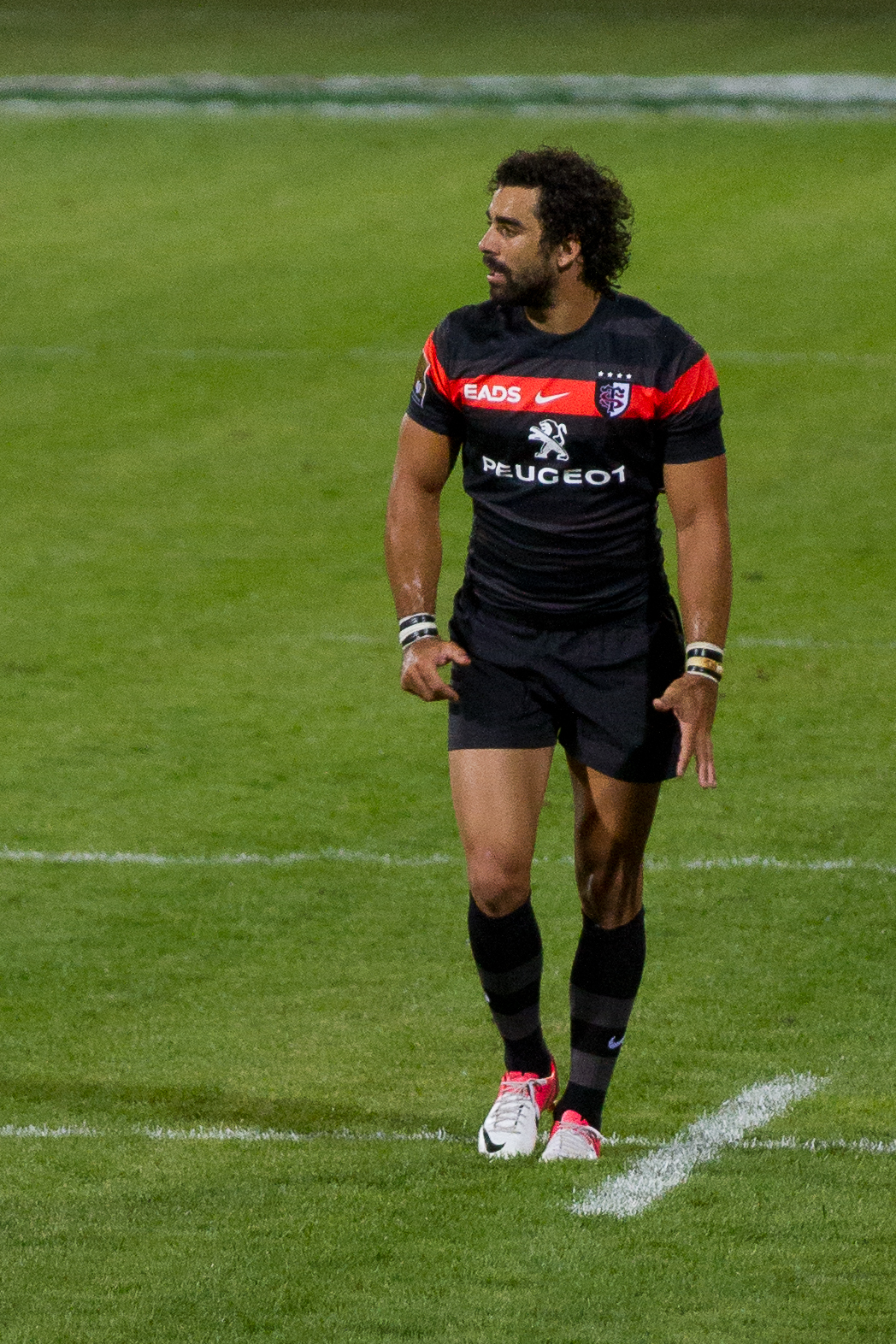
Yoann Huget

Meilleur réalisateur : Toby Flood (180 points)

Meilleur marqueur : Maxime Médard (8 essais)

Joueur le plus utilisé : Vincent Clerc (1703 minutes, 21 matchs dont 20 en tant que titulaire)

## Statistiques Champion Cup

### Meilleur réalisateur
- Toby Flood
- Sébastien Bézy
- Luke McAlister

| Rang | Joueur         | Poste            | Points | Essais | Transf. | Pén. | Drops |
| ---- | -------------- | ---------------- | ------ | ------ | ------- | ---- | ----- |
| 1    | Toby Flood     | Demi d'ouverture | 32     | 1      | 6       | 5    | 0     |
| 2    | Sébastien Bézy | Demi de mêlée    | 26     | 0      | 1       | 8    | 0     |
| 3    | Luke McAlister | Demi d'ouverture | 18     | 0      | 3       | 4    | 0     |

### Meilleur marqueur

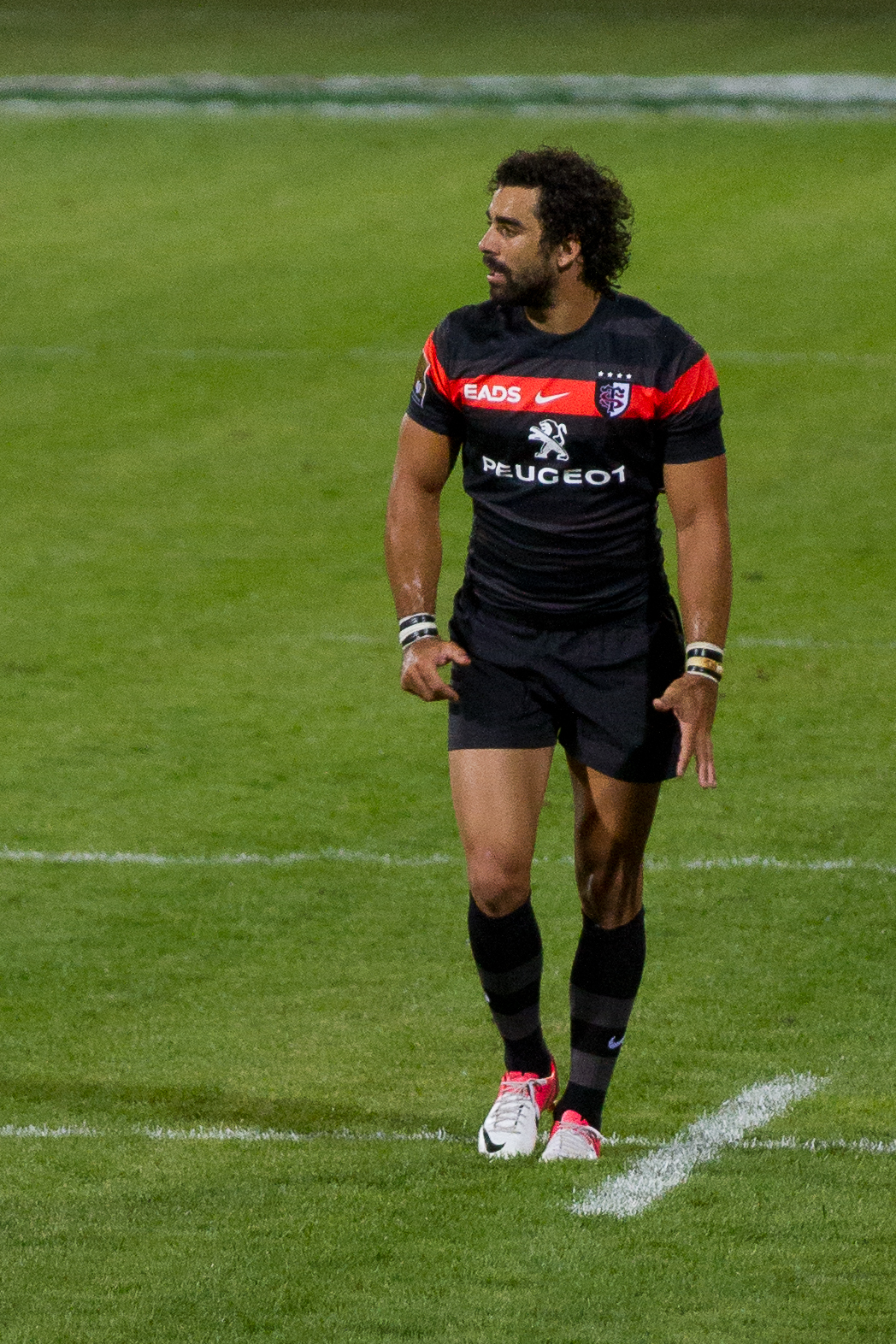
Yoann Huget
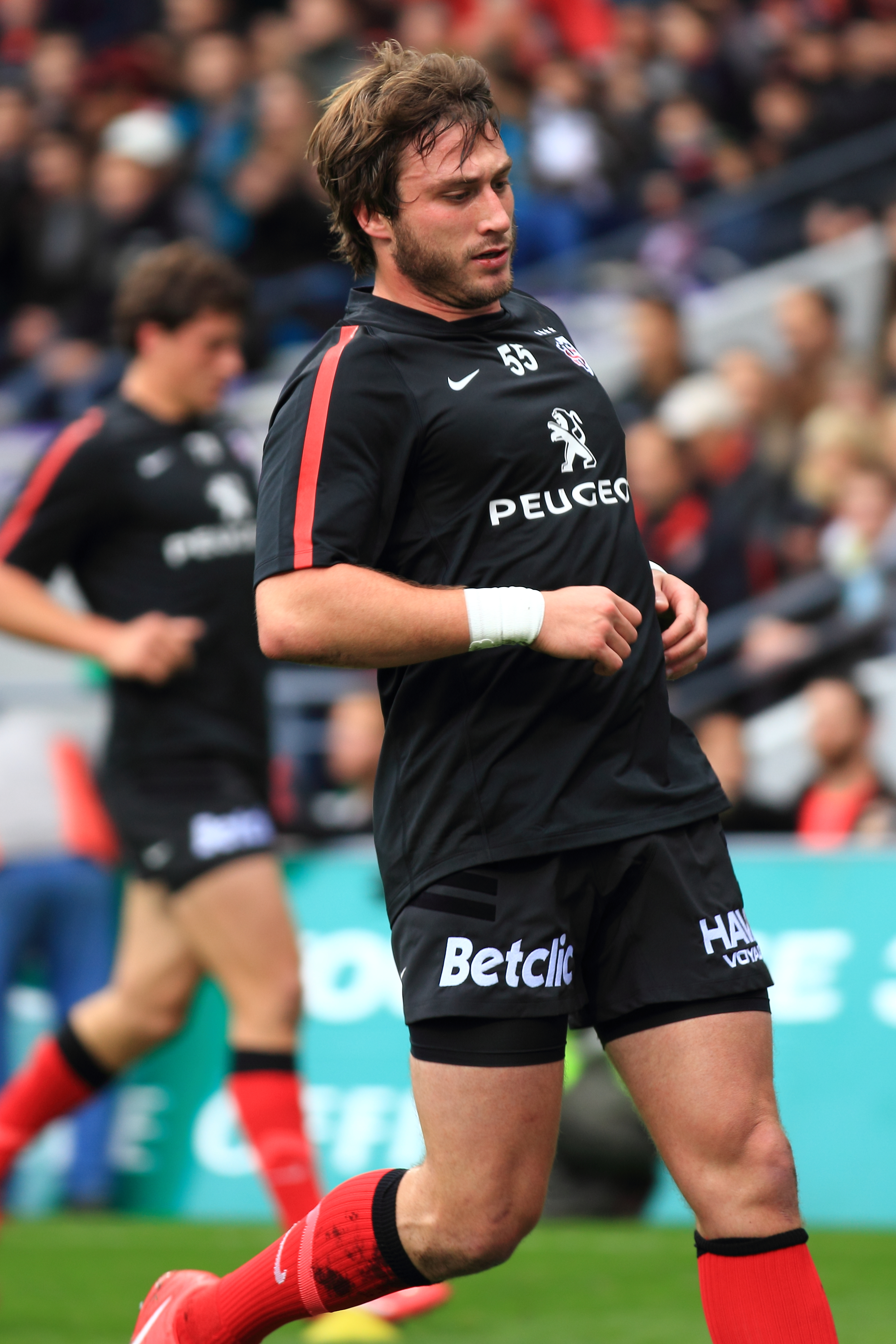
Maxime Médard
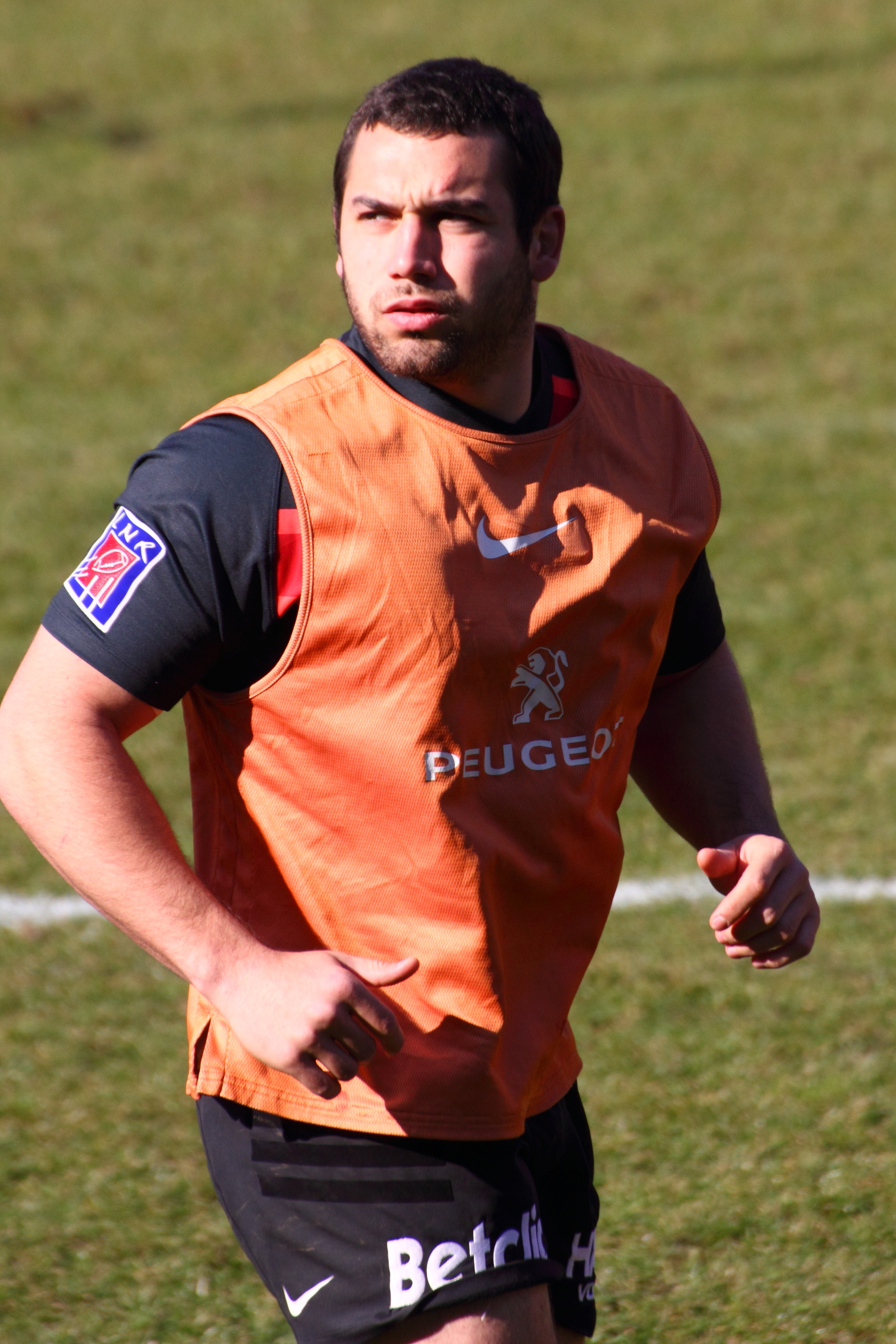
Jean-Marc Doussain

| Rang | Joueur              | Poste                  | Essais |
| ---- | ------------------- | ---------------------- | ------ |
| 1    | Yoann Huget         | Ailier                 | 3      |
| 2    | Maxime Médard       | Ailier                 | 2      |
| 3    | Jean-Marc Doussain  | Demi de mêlée          | 1      |
| -    | Vincent Clerc       | Ailier                 | 1      |
| -    | Imanol Harinordoquy | Troisième ligne centre | 1      |
| -    | Yoann Maestri       | Deuxième ligne         | 1      |
| -    | Toby Flood          | Demi d'ouverture       | 1      |
| -    | Clément Poitrenaud  | Arrière                | 1      |

Meilleur réalisateur : Toby Flood (32 points)

Meilleur marqueur : Yoann Huget (3 essais)

Joueur le plus utilisé : Maxime Médard (480 minutes, 6 matchs tous en tant que titulaire)

## Sélections internationales
| Joueur            | Poste                | Pays           | Compétition                           | Sélections (points) |
| ----------------- | -------------------- | -------------- | ------------------------------------- | ------------------- |
| Gurthrö Steenkamp | Pilier               | Afrique du Sud | Four-Nations, Tests-Matchs            | 3 (0)               |
| Thierry Dusautoir | Troisième ligne aile | France         | Tests-Matchs, Tournoi des Six Nations | 8 (0)               |
| Gaël Fickou       | Centre               | France         | Tests-Matchs, Tournoi des Six Nations | 2 (0)               |
| Yoann Huget       | Ailier               | France         | Tests-Matchs, Tournoi des Six Nations | 8 (0)               |
| Yoann Maestri     | Deuxième ligne       | France         | Tests-Matchs, Tournoi des Six Nations | 8 (5)               |
| Maxime Médard     | Ailier               | France         | Tests-Matchs, Tournoi des Six Nations | 1 (0)               |
| Yannick Nyanga    | Troisième ligne aile | France         | Tests-Matchs, Tournoi des Six Nations | 1 (0)               |

## Récompenses individuelles
- Nuit du rugby :
  - Meilleur joueur international français : Yoann Huget
- Oscars du Midi olympique :
  -  Oscar d'argent : Yoann Huget